# Svalbard Museum

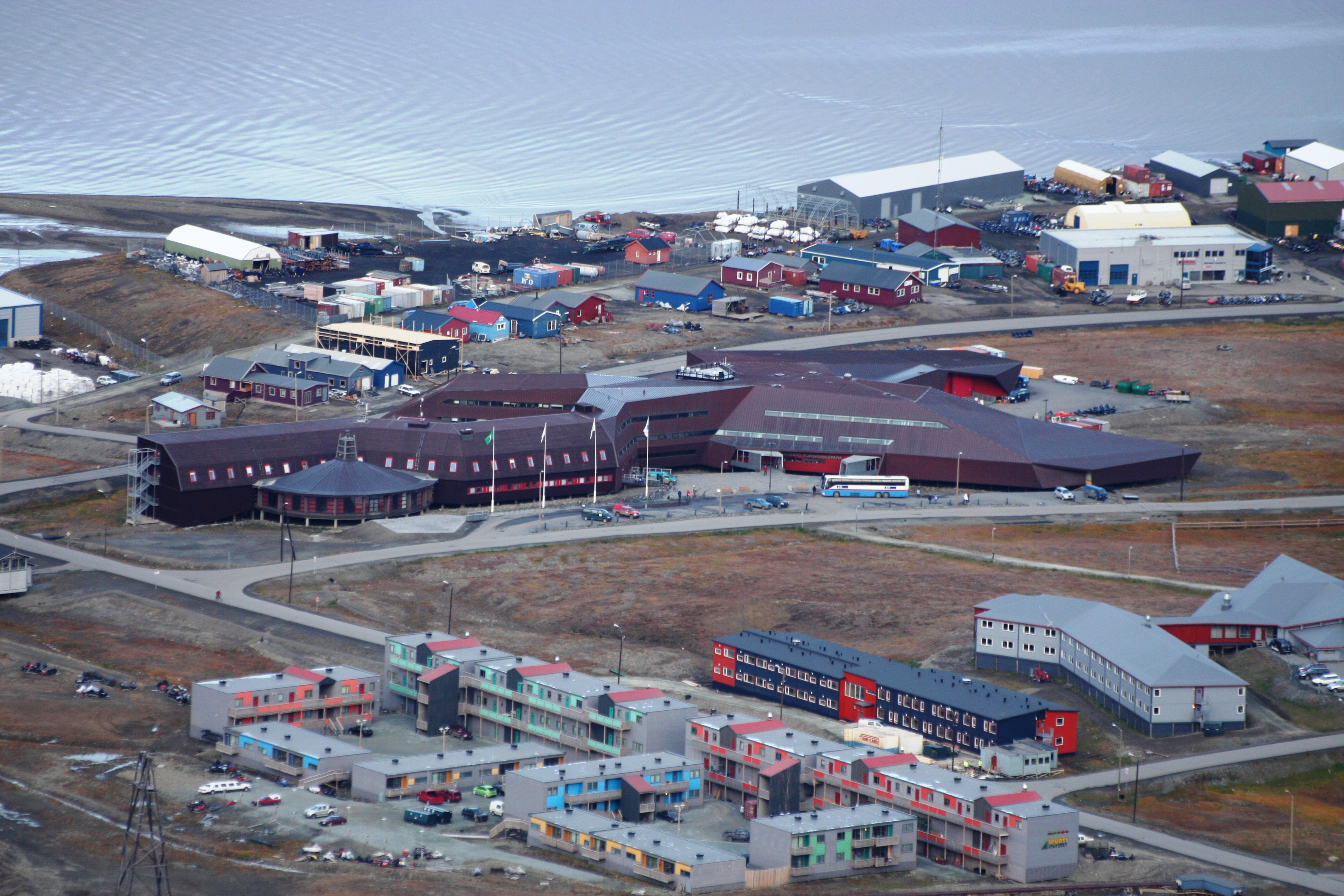
Svalbard Science Center mit Svalbard Museum (Bildmitte)

Das Svalbard Museum in Longyearbyen auf Spitzbergen zeigt Objekte aus der 400-jährigen Geschichte des Spitzbergen-Archipels und erklärt die Umstände, die menschliches Leben und Aktivitäten auf den Inseln ermöglicht haben. 
In verschiedenen Sektionen zeigt es das Meer mit seinen Strömungen und seiner Fauna als den das dortige Leben bestimmenden Faktor, stellt Exponate aus der Zeit der frühen Entdecker und Forscher aus und führt in das Leben der Walfänger und der Pomoren, der russischen Pelztier- und Walross-Jäger ein. Es vermittelt einen Eindruck vom Leben des Eisbären und des Rentiers im eisigen und dunklen Winter und unter der sommerlichen  Mitternachtssonne. Den norwegischen Trappern ist ein Abschnitt gewidmet. Die geologischen Besonderheiten der Insel und der dortige Steinkohlenbergbau werden dargestellt ebenso wie die Zugvögel auf den Felsklippen der Inseln. Schließlich wird ein Überblick über das moderne Spitzbergen zwischen Kohleförderung, Forschung und Tourismus gegeben.
Das Museum wurde 1979 eröffnet und war bis Dezember 2005 im ältesten Teil von Longyearbyen untergebracht. Seitdem ist es ein Teil des Svalbard Science Centre neben dem University Centre of Svalbard (UNIS), der Außenstelle des Norwegischen Polarinstituts und dem Umweltinformationsbüro des Sysselmesters. Es ist das nördlichste Museum der Welt.
Das Svalbard Museum verfügt über eine umfangreiche Sammlung von Claim-Annexionsschildern aus der Zeit um 1900, sowie eine Sammlung von mehr als 4.000 Fotografien, die nach und nach in digitalisierter Form ausgestellt werden sollen.
Das Museum erhielt den Museumspreis des Europarates für 2008 im Wettbewerb mit 59 anderen europäischen Museen.